# 奧菲特士

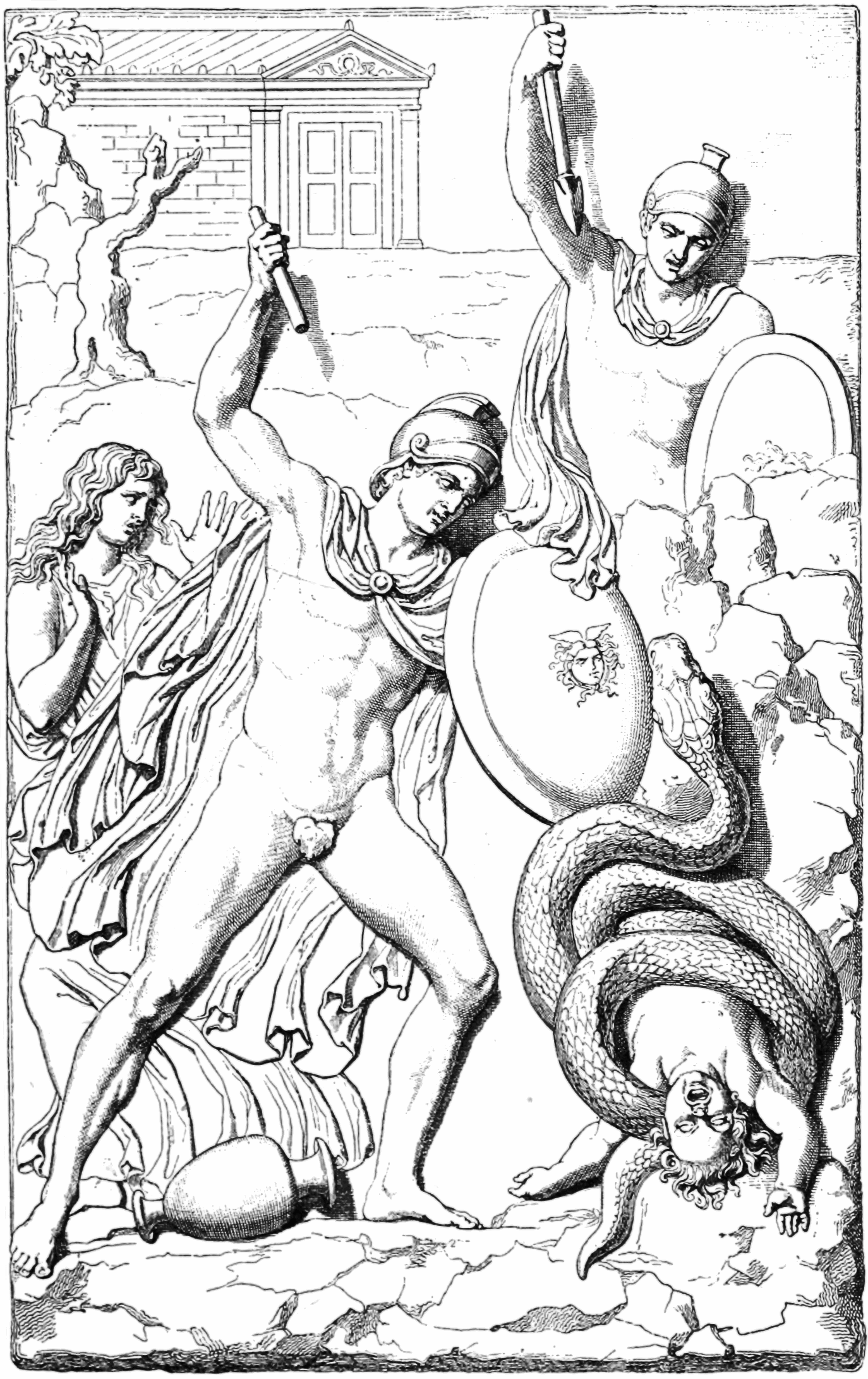
奧菲特士被蛇纏住

奧菲特士（Opheltes）在希臘神話中，也稱為奧契莫洛士（Archemorus，厄運的開始），是尼米亞的Lycurgus之子。他在嬰兒時，在尼米亞被蛇殺死。為了紀念他而舉行葬禮比賽，這些比賽被認為是尼米亞競技大會的起源。